# ФРГ на зимних Олимпийских играх 1980
ФРГ принимала участие в Зимних Олимпийских играх 1980 года в Лейк-Плесиде (США) во второй раз, и завоевала две серебряные и три бронзовые медали. Сборную страны представляли 19 женщин.
| ФРГ на олимпиаде 1980 года в Лейк-Плесиде | ФРГ на олимпиаде 1980 года в Лейк-Плесиде                  | ФРГ на олимпиаде 1980 года в Лейк-Плесиде | ФРГ на олимпиаде 1980 года в Лейк-Плесиде | ФРГ на олимпиаде 1980 года в Лейк-Плесиде |
| Медали                                    | Спортсмены                                                 | Вид спорта                                | Дисциплина                                | Результат                                 |
| ----------------------------------------- | ---------------------------------------------------------- | ----------------------------------------- | ----------------------------------------- | ----------------------------------------- |
| Серебро                                   | Ирене Эппле                                                | Горнолыжный спорт                         | гигантский слалом, женщины                |                                           |
| Серебро                                   | Кристина Кинсхофер                                         | Горнолыжный спорт                         | гигантский слалом, женщины                |                                           |
| Бронза                                    | Дагмар Лурц                                                | Фигурное катание                          | женщины                                   |                                           |
| Бронза                                    | Антон Винклер                                              | Санный спорт                              | мужчины                                   | 2.56,545                                  |
| Бронза                                    | Франц Бернрайтер Ганс Эстнер Петер Ангерер Герхард Винклер | Биатлон                                   | 4 x 7,5 км, эстафета                      | 1.37.30,26                                |